# Alamo Scouts
Az Alamo Scouts (magyar jelentése: Alamo felderítők) az Egyesült Államok 6. hadseregének felderítő egysége volt, amely a második világháború alatt a csendes-óceáni hadszíntéren tevékenykedett.

## Alapítás
Az egységet 1943. november 28-án alakították meg a Pápua Új-Guineához tartozó Fergusson-szigeten. Célja az ellenséges vonalak közötti akciók végrehajtása, hírszerzés volt. A csapatot Walter Krueger altábornagy, a 6. hadsereg főparancsnoka irányította személyesen. Krueger azért döntött az egység felállításáról, mert elégtelen hírszerzési adatokat kapott. Különösen súlyos fiaskónak tekintette, hogy 1943. augusztus 15-én megrohanták a Kiska-szigetet, amelyet már korábban kiürítettek a japánok. Az egység nevét a San Antonió-i gyökerekkel rendelkező Krueger adta, aki csodálta a texasi kisvároshoz tartozó Alamo-erőd egykori védőit.

## Kiképzés

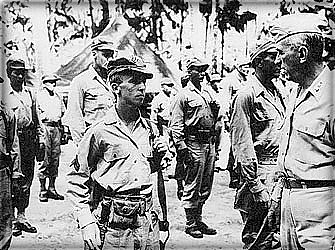
Krueger tábornok és a felderítők

Az egység kiképzőtáborát Frederick W. Bradshaw alezredes irányította, aki a polgári életben ügyvédként praktizált Jacksonban. Az Alamo Scouts önkéntesekből állt, akiket a 6. hadsereg harcoló alakulataiból válogattak ki parancsnokuk ajánlására. Az önkéntesek között több amerikai indián is volt. Az egység fennállása alatt kilenc osztály végzett a kiképzőközpontban.
A jelentkezőket különböző tesztekkel válogatták ki. Az első ilyen megmérettetés egy beszélgetés volt az egyik tiszttel, akinek az asztalán látszólag véletlenül különböző katonai és használati tárgyak hevertek. Aki a beszélgetés után csak kevés tárgyra tudott visszaemlékezni, nem vehetett részt a kiképzésen. A második titkos vizsga, amikor egy sátorban összeültették kártyázni, játszani a leendő katonákat, azoknak a kiszűrésére szolgált, akik nem tudtak csapatban dolgozni. A harmadik teszt azokat zárta ki, akik nem voltak elég kitartó úszók.
A hathetes kiképzés során a felderítők elvégezték az amerikai hadsereg különleges egységei számára kidolgozott tréninget, illetve olyan képességeket sajátítottak el, amelyek nélkülözhetetlenek voltak a túléléshez a csendes-óceáni térség dzsungeleiben és partszakaszain. A fő területek a következők voltak: a felfújható csónakok kezelése, információgyűjtés, felderítés és járőrözés, navigáció, kommunikáció, fegyverkezelés, közelharc és a fizikai kondíció javítása. 1943. december 27. és 1945. szeptember 2. között 250 közkatona és 75 tiszt vett részt a kiképzésen, közülük 117 katona és 21 tiszt lett tagja az egységnek. A többiek visszatértek korábbi alakulatukhoz.
Habár a felderítőknek tanítottak közelharcot, elsősorban arra képezték ki őket, hogy elkerüljék az összecsapást a japánokkal. Annak érdekében, hogy képesek legyenek kommunikálni és harmonikusan együttműködni a helyi törzsekkel, a kiképzőtábor környékén élő őslakosokon „fejlesztették” diplomáciai tudásukat. Az első csoport pidzsin angolt, a többi a Fülöp-szigeteken honos tagalog nyelvet tanulta.
A bevetésre induló katonák maguk választották meg, hogy milyen fegyvert visznek magukkal. A legnépszerűbb fegyver a Garand karabély volt, de sokan használtak Thompson-géppisztolyt és Garand M1-es puskát. Valamennyi felderítőt felszerelték egy 45-ös Colttal. Használtak kisméretű számszeríjat is egy 1944 augusztusi akcióban.

## Bevetések
Az Alamo Scouts 6-7 fős csapatokban tevékenykedett mélyen a japán vonalak mögött Új-Guineánán és a Fülöp-szigeteken. Az egyik legfőbb probléma a felderítők helyszínre juttatása, illetve későbbi kimentése volt. A gumicsónak irányítása és elrejtése az ellenséges partszakaszon komoly gondot jelentett. Az első küldetések során az egység tagjait Catalina típusú repülőgépekkel vitték a célterület közelébe, de azok túl feltűnőek voltak. Később motorcsónakot használtak a partok megközelítésére, ritkábban tengeralattjárót. A Fülöp-szigeteki hadműveletek során a gumicsónakot gyakran helyettesítették filippínó vízi járművekkel, amelyeket az őslakos gerilláktól kaptak. Az Alamo Scouts tagjai voltak Krueger testőrei is, amikor a tábornok meglátogatta a frontot. Az ő feladatuk lett volna, hogy megöljék a főtisztet, ha elkerülhetetlenné válik fogságba esése.
Tevékenységük első két évében 197 szövetséges hadifoglyot szabadítottak ki Új-Guineában. 1945 januárjában az ő segítségükkel rohanták meg a cabanatuani fogolytábort a rangerek. Az Alamo Scouts tagjai 84 hadifoglyot ejtettek. Százhat ismert akciójukban nem veszítettek embert, mindössze két sebesültjük volt. A csapat 1945 júliusában, amikor Tokió megadta magát, már a Japán elleni invázióra készült. Vakajamánál léptek partra, és betagozódtak a szigetországot megszálló haderőbe. Az egységet 1945-ben, Kiotóban oszlatták fel.
1943-44-ben az egység 37 bevetést hajtott végre a Bismarck-szigeteken és Új-Guineában. 1944 októberétől 13 akciójuk volt a Fülöp-szigetekhez tartozó Leytén. 1945. július 1-je és augusztus 15. között 11 küldetést teljesítettek Luzonon, hogy segítsék a 8. hadsereg partraszállását. Hajtottak végre akciót mások mellett a Fuga- és a Batan-szigeten. Tizenhét hónapnyi szolgálatuk alatt az egység tagjai 118 kitüntetést kaptak, köztük 44 Ezüstcsillagot (Silver Star), 33 Bronzcsillagot (Bronze Star) és számos Bíbor Szívet (Purple Heart).

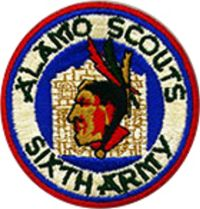
Az Alamo Scouts logója
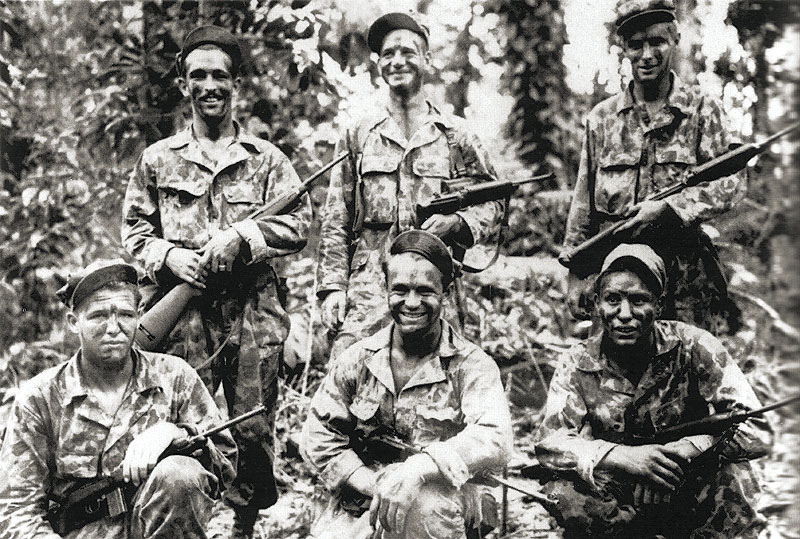
A Los Negros-szigeti bevetés után (1944)
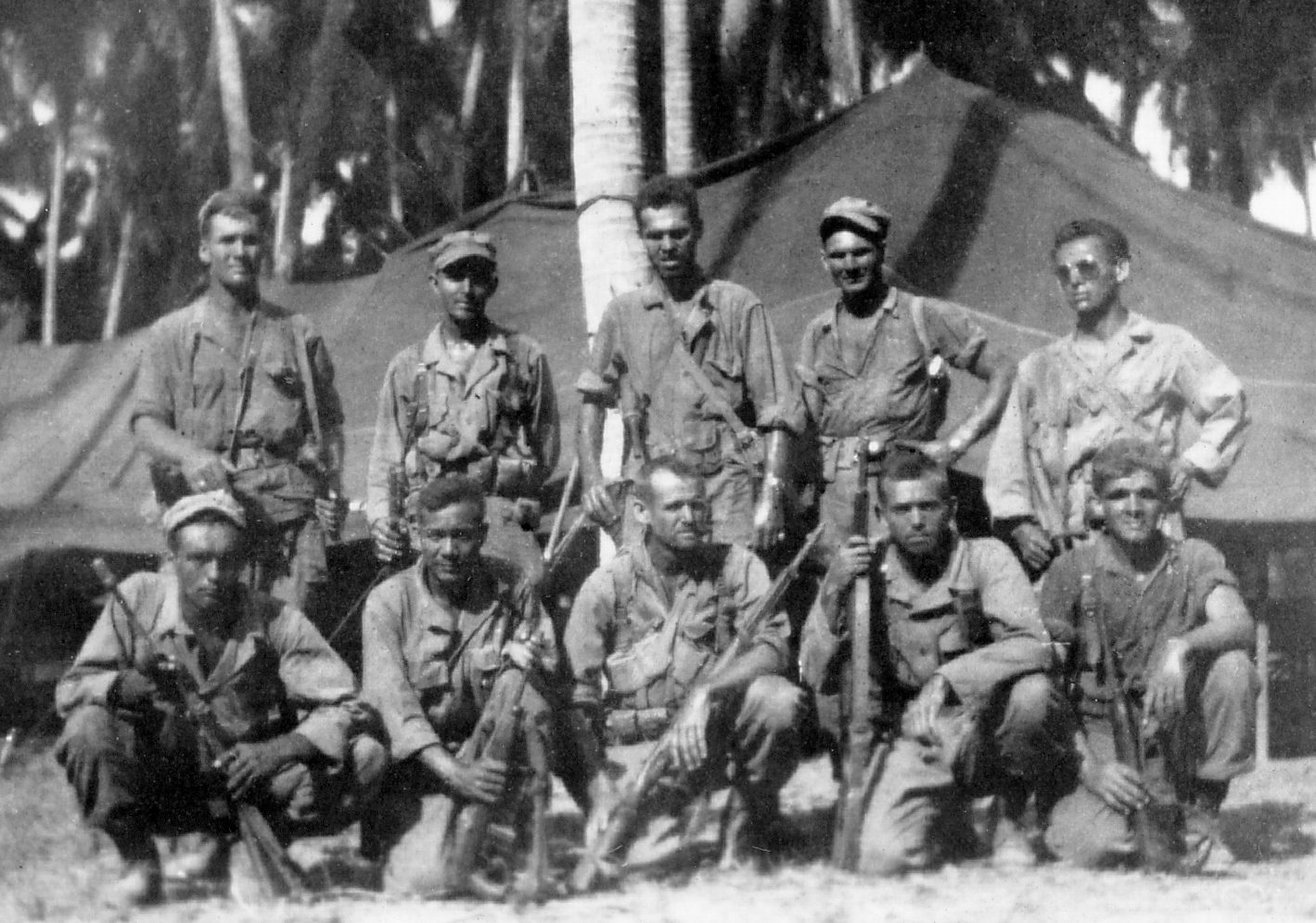
A cabanatuani akció résztvevői
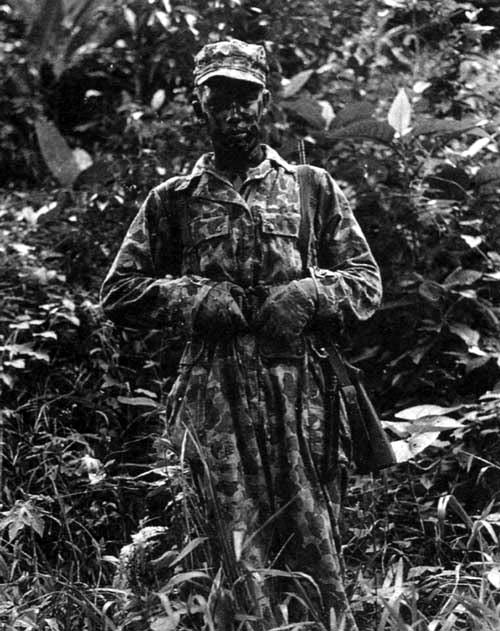
Terepruhás felderítő